# Nowaja Buchałauka
Nowaja Buchałauka (biał. Новая Бухалаўка; ros. Новая Бухаловка, Nowaja Buchałowka) – wieś na Białorusi, w obwodzie homelskim, w rejonie homelskim, w sielsowiecie Ciareszkawiczy, nad Ucią i przy południowej obwodnicy Homla (drogi magistralne M8 i M10 we wspólnym przebiegu).